# Distrito At-Large do Alasca
O Distrito Congressional At-Large do Alasca é o único Distrito do Estado norte-americano do Alasca, segundo o censo de 2000 sua população é de 663.227 habitantes, o distrito inclui todo o território do Alasca.